# E=MC² (musikalbum)
E=MC² är en skiva med Mariah Carey från 2008. Det är uppföljaren till The Emancipation of Mimi. 
E = Emancipation

MC = (of) Mariah Carey

2 = andra gången gillt, favorit i repris 

## Låtlista
Mariah själv har varit med och skrivit samtliga texter.
1. "Migrate" (featuring T-Pain) (Nathaniel "Danja" Hills, Belawa Muhammad, Faheem "T-Pain" Najm) – 4:17
2. "Touch My Body" (Crystal "Cristyle" Johnson, Terius "The-Dream" Nash, Christopher "Tricky" Stewart) – 3:24
3. "Cruise Control" (featuring Damian Marley) (Jermaine Dupri, Johnson, Damian Marley, Manuel Seal) – 3:32
4. "I Stay in Love" (Bryan-Michael Cox, Kendrick Dean, Adonis Shropshire) – 3:32
5. "Side Effects" (featuring Young Jeezy) (J. Jenkins, Johnson, Scott Storch) – 4:22
6. "I'm That Chick" (Johntá Austin, Mikkel S. Eriksen, Tor Erik Hermansen, Rod Temperton) – 3:31
7. "Love Story" (Austin, Dupri, Seal) – 3:56
8. "I'll Be Lovin' U Long Time" (Aldrin "DJ Toomp" Davis, Mark DeBarge, Johnson, Etterlene Jordan) – 3:01
9. "Last Kiss"  (Austin, Dupri, Seal) – 3:36
10. "Thanx 4 Nothin'" (Dupri, Seal) – 3:05
11. "O.O.C." (Dean, Sheldon Harris) – 3:26
12. "For the Record" (Cox, Shropshire) – 3:26
13. "Bye Bye" (Eriksen, Hermansen, Austin) – 4:26
14. "I Wish You Well"  (James Poyser, Mary Ann Tatum)  – 4:35

### Bonusspår
1. "Heat"1 (William J. Adams, Jon Fletcher, Keith Harris, Jalil Hutchins, Johnson, Larry Smith, R. Muller) – 3:34
2. "4real4real"2 (featuring Da Brat) (Cox, Shropshire) – 4:13

1 Bonusmaterial inom Storbritannien, Japan, och Australien.

2 Fanns med vid förhandsbokning på Itunes och var även bonuslåt i Japan.

## Singlar
Första singeln, Touch My Body, hade premiär på radiostationer runt om i världen 12 februari 2008 och singeln blev en stor hit runtom i världen, men framförallt i hemlandet USA. Touch My Body blev Careys 18:e #1 på Billboardlistan och med det passerade hon Elvis Presleys rekord, som uppskattats ha varit totalt 17 #1 på listan. 7 april presenterades hennes nya singel, Bye Bye på radio. Låten har fått mycket bra kritik. Bland annat har en kritiker tyckt att "om inget annat skulle vara en hit, är det här en definitiv hit. Men albumet visar sig vara för bra för att det skulle ske." Tredje singeln från albumet, I'll Be Lovin' U Long Time, gjorde inte så bra ifrån sig som hoppats. Den hamnade som högst som #58 på Billboard. Fjärde och sista singeln ut från albumet blev R&B-balladen I Stay in Love, släppt 28 oktober 2008. Även denna låt gjorde dugligt ifrån sig, men nådde aldrig Billboard Hot 100. Däremot nådde den toppen på Billboards Hot Dance Club Play. Med det blev den Careys 14:e #1 på den listan.